# 원핵생물의 세포골격
원핵세포의 세포골격(영어: prokaryotic cytoskeleton)은 원핵세포 내에 있는 모든 구조적 섬유들을 지칭한다. 과거에 원핵세포들은 세포골격을 가지고 있지 않다고 생각되었지만 시각 기술과 구조 결정의 전진은 1990년대 초에 이런 원핵생물 세포골격들의 발견을 이끌었다. 진핵세포에 존재하는 세포골격 단백질의 유사체 뿐만 아니라 진핵세포에 존재하지 않는 상동기관도 발견되었다. 세포 골격은 세포 분열의 중요한 역할을 하는데 그것은 다양한 원핵세포의 모양을 결정하거나 극성을 결정한다.

## 같이 보기
- 세포 분열
- 세포골격